# Ɛ̃fini MS-8
ɛ̃fini MS-8 — це люкс-автомобіль, який вироблявся та продавався ɛ̃fini з березня 1992 по 1997 рік.
MS-8 — це седан із жорстким дахом у стилі Toyota Cresta, Nissan Laurel, Honda Vigor і Mitsubishi Emeraude. Однак, на відміну від Cresta чи попередньої Persona, кузов MS-8 має центральну стійку, яка набагато товща під лінією пояса, ніж вище. Це забезпечує більшу жорсткість кузова, зберігаючи повітря в салоні. Така B-стійка означає, що передні ремені безпеки повинні бути встановлені нижче лінії пояса. Блок натягувача ременя безпеки переднього пасажира, де ремінь безпеки повертався для зберігання, коли він не використовується, був розташований усередині задніх пасажирських дверей, а засув ременя безпеки був розташований на опорі переднього підголівника, що дозволяло правильно розмістити ремінь, коли підголівник був відрегульований за висотою переднього пасажира. 

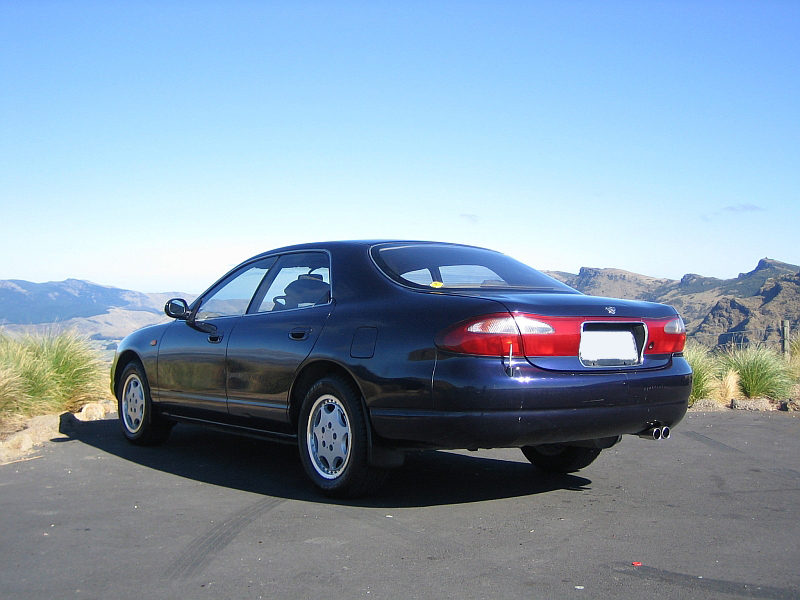
Вид ззаду

Дизайн салону MS-8 має кілька унікальних особливостей. Автомобіль оснащувався лише 4-ступеневою автоматичною коробкою передач, а важіль перемикання передач встановлений на панелі приладів поруч із елементами керування кондиціонером.  Це позбавить від підлоги консолі між передніми сидіннями та дозволить розділити переднє сидіння. Дисплей для клімат-контролю та заводської аудіосистеми розташований на панелі приладів у тонкій щілині прямо перед розморожувачем вітрового скла. 
Після ɛ̃fini RX-7 1991 року MS-8 також був доступний з аудіосистемою Bose Acoustic Wave Guide. Стереосистема та програвач компакт-дисків були приховані за висувною кришкою в центрі приладової панелі під елементами керування кондиціонером, однак прості функції, такі як гучність, джерело музики (радіо чи програвач компакт-дисків) і елементи керування вибором музики, були встановлені дистанційно на кермі.
За додаткову плату пропонувалося повнопривідне керування. Як і система на Mazda Sentia, вона розроблена для мінімізації радіусу повороту на міських швидкостях і покращення стабільності на швидкості на шосе.
Виробництво MS-8 припинилося, коли мультибрендова стратегія Mazda провалилася в Японії, і компанія зазнала фінансових труднощів. 